# 日本の漫画作品一覧
日本の漫画作品一覧（にほんのまんがさくひんいちらん）は、ウィキペディア日本語版に記事の存在する日本の漫画作品の五十音順の一覧である。
- 日本の漫画作品一覧 あ行
- 日本の漫画作品一覧 か行
- 日本の漫画作品一覧 さ行
- 日本の漫画作品一覧 た行
- 日本の漫画作品一覧 な行
- 日本の漫画作品一覧 は行
- 日本の漫画作品一覧 ま行
- 日本の漫画作品一覧 や行
- 日本の漫画作品一覧 ら行
- 日本の漫画作品一覧 わ行
- 日本の漫画作品一覧 (読切)

日本以外の漫画作品については漫画作品一覧を参照。